# Tor khudree
Tor khudree е вид лъчеперка от семейство Шаранови (Cyprinidae). Видът е застрашен от изчезване.

## Разпространение
Разпространен е в Индия (Андхра Прадеш, Карнатака, Керала, Мадхя Прадеш, Махаращра и Тамил Наду) и Шри Ланка.

## Описание
На дължина достигат до 50 cm, а теглото им е не повече от 2740 g.
Популацията на вида е намаляваща.